# Kamoro (Indonésie)
 (mars 2025).
Si vous disposez d'ouvrages ou d'articles de référence ou si vous connaissez des sites web de qualité traitant du thème abordé ici, merci de compléter l'article en donnant les références utiles à sa vérifiabilité et en les liant à la section « Notes et références ».
Pour les articles homonymes, voir Kamoro.
Les Kamoro sont une population de la province indonésienne de Papouasie, en Nouvelle-Guinée occidentale. Au nombre de 8 000 en 1987, ils sont pêcheurs ou chasseurs et cueilleurs de sagou. Ils vivent dans le kabupaten d'Asmat, dans une région qui va de la côte méridionale, entre la baie d'Etna et l'embouchure de la Mukamuga, vers l'intérieur jusqu'à 2 600 mètres d'altitude. Ils parlent le kamoro, qui appartient au sous-groupe asmat-kamoro des langues de Trans-Nouvelle Guinée.